# Trường Xuân cung
Trường Xuân cung (chữ Hán: 長春宮), là một cung điện thuộc Tây lục cung tại Tử Cấm Thành, Bắc Kinh. "Trường Xuân" có ý nghĩa là "Trường Cửu Thanh Xuân" (长久青春).

## Lịch sử
Cung điện này được xây dựng từ thời nhà Minh. Năm Vĩnh Lạc thứ 18 (1420), dưới triều Minh Thành Tổ Chu Đệ, cung điện này đã hoàn thành, tên là [Trường Xuân cung]. Năm Gia Tĩnh thứ 14 (1535), đổi tên thành [Vĩnh Ninh cung; 永寧宮]. Sang năm Vạn Lịch thứ 43 (1615), phục hồi tên gọi cũ [Trường Xuân cung], thẳng đến nhà Thanh. Thời Khang Hi thứ 22 (1683) được trùng tu, sau đó nhiều lần có tu chỉnh. Triều Hàm Phong, năm thứ 9 (1859), Hàm Phong Đế lệnh dỡ bỏ Trường Xuân môn, đem hậu điện của Khải Tường cung đổi thành phiên điện của Trường Xuân cung. Từ đó, Trường Xuân cung cùng Khải Tường cung liền một thể, hình thành [Nam Bắc tứ viện lạc; 南北四进院落].
Vào thời nhà Minh, Trường Xuân cung thường là do tần phi cư trú, như Lý Thành phi thời Minh Hy Tông từng ở đây. Thời nhà Thanh, cung thất cũng dành cho hậu phi cư trú, nổi tiếng nhất là Hiếu Hiền Thuần hoàng hậu của Thanh Cao Tông Càn Long Đế. Sau khi Hiếu Hiền Thuần hoàng hậu qua đời, Càn Long Đế đem Trường Xuân cung thành nơi tưởng niệm của bà. Mãi đến thời Đồng Trị và Quang Tự, Từ An Hoàng thái hậu lẫn Từ Hi Hoàng thái hậu trong một thời gian dài đều ở đây. Sách Vương thị Đông hoa tục lục (王氏东华续录) ghi lại: [Hàm Phong thập nhất niên, Thượng phụng Mẫu hậu Hoàng thái hậu cư Trường Xuân cung Lý Tuy điện, Thánh mẫu Hoàng thái hậu cư Trường Xuân cung Bình An thất, mỗi nhật thân nghệ vấn an.; 咸丰十一年，上奉母后皇太后居长春宫履绥殿，圣母皇太后居长春宫平安室，每日亲诣问安。]. Sách Thanh thực lục, phần triều Đồng Trị cũng ghi lại việc Đồng Trị Đế thường xuyên vấn an Từ An Hoàng thái hậu và Từ Hi Hoàng thái hậu tại Lý Tuy điện cùng Bình An thất bên trong Trường Xuân cung.
Sau khi Từ Hi Thái Hoàng thái hậu băng, Hiếu Định Cảnh hoàng hậu khi đang là [Long Dụ Hoàng thái hậu] đã cư trú ở đây. Thời Tuyên Thống, đây là chỗ ở của Thục phi Văn Tú trước khi bị quân phiệt Phùng Ngọc Tường đuổi ra khỏi Tử Cấm Thành.

## Kiến trúc

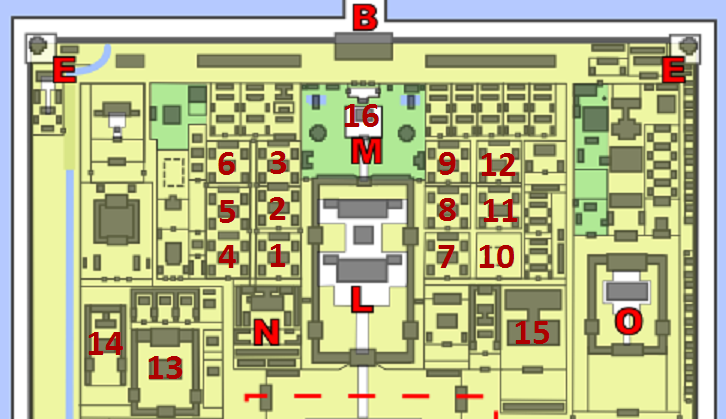
Sơ đồ khu vực Đông-Tây lục cung tại Tử Cấm Thành. Trường Xuân cung là số (5).

Trường Xuân cung, hướng Nam giáp Khải Tường cung, phía Bắc Hàm Phúc cung, còn phía Đông là Dực Khôn cung.
- Trường Xuân cung Chính điện (長春宮正殿): đại điện ở tiền viện. Mặt rộng năm gian, ngói lưu ly vàng, dưới hiên có đấu củng, mái theo kiểu [Hiết Sơn đỉnh; 歇山顶]. Hai sườn điện bên ngoài treo câu đối [Nguyệt bàng cửu tiêu chúng tinh tề bắc củng, Sơn hô vạn tuế sảng ải tự tây lai; 月傍九霄眾星齊北拱，山呼萬歲爽靄自西來] do Từ Hi Thái hậu tự tay đề. Trước hành lang, dưới mái hiên có treo biển [Trừng tâm chính tính; 澂心正性] do Hàm Phong Đế đề, lại có hai sườn câu đối là [Phong vũ hòa cam điều lục mạc, Tinh vân cảnh khánh ánh tam giai; 風雨和甘調六幕，星雲景慶映三階]. Trước tiền điện của chính điền có tượng rùa, hạc bằng đồng mỗi thứ một đôi.
  - Tây Sao gian (西梢間): gian cuối ở hướng Tây, có [Lạc địa tráo kháng; 落地罩炕], là nơi ngủ nghỉ của chủ cung.
  - Tây Thứ gian (西次間): gian cận cuối ở hướng Tây, có [Tọa khán; 坐炕] để ngồi, đối diện là bàn viết đặt trong khung [Hoa tráo; 花罩]. Trên Tọa khán có [Kháng kỉ; 炕几] dùng để làm bàn tiếp khách.
  - Minh gian (明間): tức là gian giữa của chính điện, có [Địa bình bảo tọa; 地屏宝座]. Trong Minh gian có biển đề [Kính tu nội tắc; 敬修內則] do Càn Long Đế đề viết. Những năm thời Từ Hi Thái hậu ở đây, bà đem một biển khác cũng do Càn Long Đế viết là [Đức hiệp lục cung; 德洽六宮] từ hậu điện đem lên tận đây treo. Hai bên sườn tây và đông của Minh gian đều có mành trướng.
  - Đông Thứ gian (東次間): hai sườn có câu đối [Triệu khánh nhân thời hiệp tứ thủy, Khai thiều giao thái ứng tam dương; 肇慶因時協四始，開韶交泰應三陽] của Triệu Bỉnh Trùng (趙秉沖). Bày trí tương tự Tây Thứ gian.
  - Đông Sao gian (東梢間): Bày trí tương tự Đông Thứ gian, cũng bày trí Lạc địa tráo kháng để làm một phòng ngủ thứ hai.
  - Tuy Thọ điện (綏壽殿): một điện thờ phụ ở tiền viện mặt đông của chính điện. Mặt rộng ba gian, trước ra hành lang, bên cạnh thông với hành lang khắp cung điện. Hai bên vách hành lang vẽ 18 bức theo đề tài của Hồng Lâu Mộng. Dưới mái hiên có treo biển [Ưng Thiên Khánh; 膺天慶], câu đối hai bên cạnh là [Vạn tượng giai xuân điều phượng quản, Bát phương hướng hóa chuyển hồng quân; 万象皆春调凤琯，八方向化转鸿钧] do Khang Hi Đế tự tay đề.
  - Thừa Hi điện (承禧殿): một điện thờ phụ ở tiền viện mặt tây của chính điện. Mặt rộng ba gian, trước ra hành lang, bên cạnh thông với hành lang khắp cung điện. Hai bên vách hành lang vẽ 18 bức theo đề tài của Hồng Lâu Mộng. Dưới mái hiên có treo biển [Tuy Vạn Bang; 綏萬邦], câu đối hai bên cạnh là [Lân du phượng vũ trung thiên thụy, Nhật lãng phong hòa đại địa xuân; 麟游凤舞中天瑞，日朗风和大地春] cũng do Khang Hi Đế đề.
  - Hí đài (戲台): mặt nam của Trường Xuân cung, dùng để xem hí kịch.
  - Bình môn (屏門): cửa ngăn giữa hai phần của cung, nguyên thủy là Trường Xuân môn. Trên cửa có ghi đề [Cát khánh trường cửu; 吉慶長久].
- Di Thư Tình Sử (怡情書史): đại diện ở hậu viện. Điện có năm gian, ngói lưu ly vàng theo kiểu Nghạnh Sơn đỉnh, dưới hiên có đấu củng. Hai bên sườn đều có các [Nhĩ phòng; 耳房], mỗi phòng ba gian.
  - Ích Thọ trai (益壽齋): một điện thờ phụ của Di Thư Tình Sử hướng đông. Rộng ba gian.
  - Nhạc Chí hiên (樂誌軒): một điện thờ phụ của Di Thư Tình Sử hướng tây. Rộng ba gian.
  - Tỉnh đình (井亭): hướng Đông Nam, một tòa đình che miệng giếng.